# Taux horaire zénithal
 (janvier 2023).
Si vous disposez d'ouvrages ou d'articles de référence ou si vous connaissez des sites web de qualité traitant du thème abordé ici, merci de compléter l'article en donnant les références utiles à sa vérifiabilité et en les liant à la section « Notes et références ».

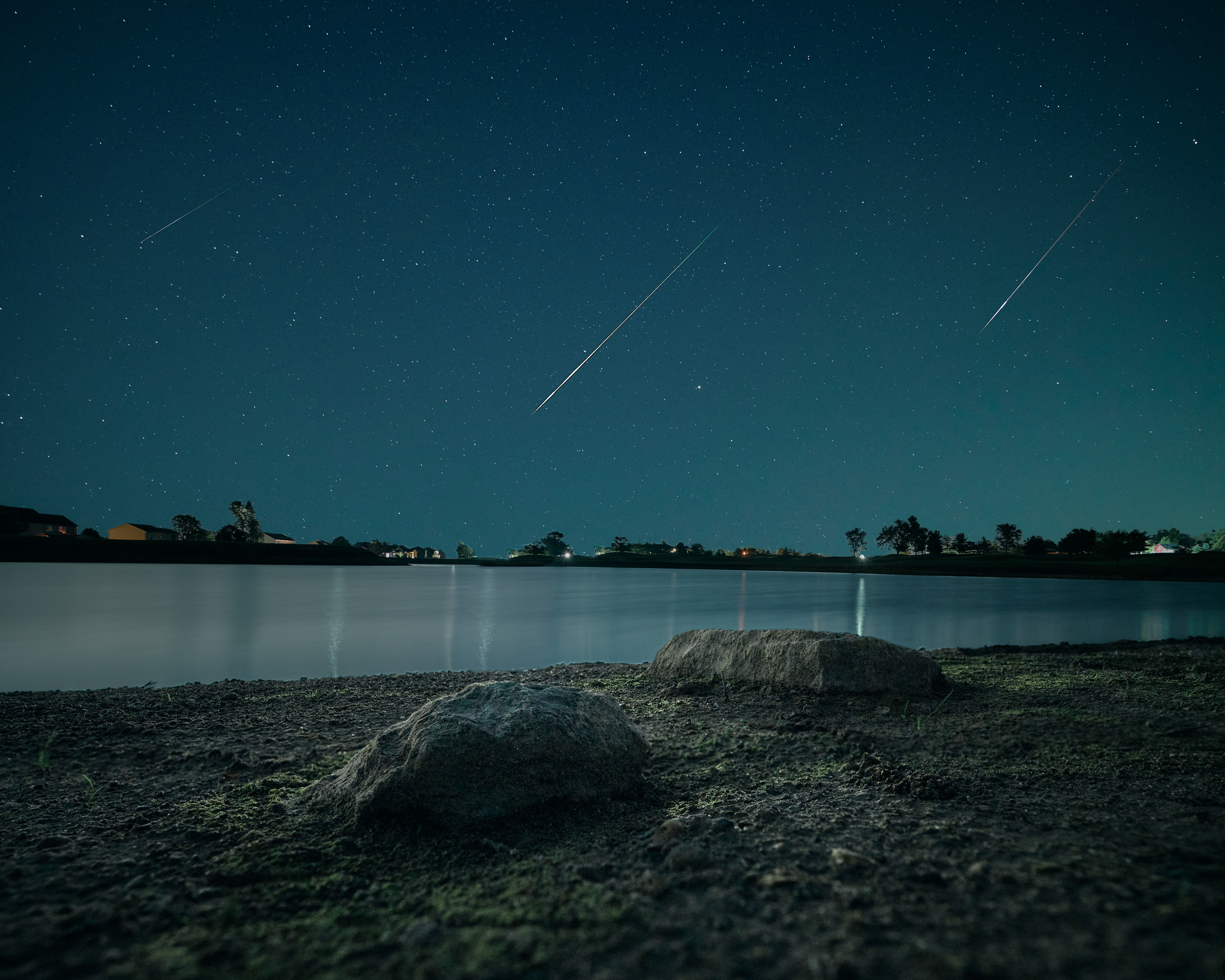
Assemblage de 7 clichés pris lors de la pluie de météore des Perséides de 2023 en Ohio (USA).

En astronomie, le taux horaire zénithal (en abrégé THZ ; en anglais Zenithal Hourly Rate, ZHR) d'une pluie de météores est la valeur maximale du nombre d'étoiles filantes qu'un observateur idéal pourrait voir en une heure si le radiant se situait à son zénith sous un ciel parfaitement transparent. Les conditions d'observation étant bien souvent loin d'être idéales (radiant plus bas sur l'horizon, pollution lumineuse), le THZ surestime le nombre de météores observés. Il sert cependant à comparer les essaims entre eux.